# Joan Hutchinson
Pour les articles homonymes, voir Hutchinson.
Joan Prince Hutchinson (née en 1945) est une mathématicienne américaine, professeure émérite de mathématiques du Macalester College depuis 2011.  

## Éducation
Joan Hutchinson est née à Philadelphie, en Pennsylvanie ; son père est démographe et professeur d'université, et sa mère professeur de mathématiques à l'école Baldwin, dans laquelle Joan a également été scolarisée. Elle étudie au Smith College de Northampton, dans le Massachusetts, où elle obtient son diplôme summa cum laude en 1967 avec un mémoire dirigé par Alice Dickinson. Après avoir obtenu son diplôme, elle travaille comme programmeuse informatique à l'Institut océanographique de Woods Hole et au Computing Center de l'université Harvard, puis elle étudie les mathématiques à l'université de Warwick à Coventry, en Angleterre. De retour aux États-Unis, Hutchinson poursuit des études supérieures à l'université de Pennsylvanie, obtenant un doctorat en mathématiques en 1973 sous la direction de Herbert Wilf, avec une thèse intitulée Eulerian Graphs and Polynomial Identities for Sets of Matrices.

## Carrière
Elle est instructrice de recherche John Wesley Young au Dartmouth College de 1973 à 1975. Son mari, le mathématicien Stan Wagon, et elle enseignent au Smith College de 1975 à 1990 et au Macalester College de 1990 à 2007. Dans les deux collèges, ils partagent un poste à temps plein en mathématiques. Elle passe des congés sabbatiques, enseigne et est professeure invitée à l'université Tufts, au Carleton College, à l'université du Colorado à Boulder, à l'université de Washington, à l'université du Michigan, au Mathematical Sciences Research Institute de Berkeley, en Californie, et à l'université du Colorado à Denver. Elle prend sa retraite académique en 2011.
Elle siège à des comités de l'American Mathematical Society (AMS), de la Mathematical Association of America (MAA), du SIAM Special Interest Group on Discrete Math (SIAM-DM) et de l'Association for Women in Mathematics (AWM). Elle est impliquée dans cette dernière organisation depuis sa fondation en 1971. Le mentorat des étudiantes et des jeunes collègues est une préoccupation importante de sa vie professionnelle. Elle est vice-présidente du SIAM-DM, de 2000 à 2002. Elle est membre du comité de rédaction de l'American Mathematical Monthly, de 1986 à 1996, et elle a été rédactrice associée du Journal of Graph Theory.

## Recherches
Ses recherches se sont concentrées sur la théorie des graphes et les mathématiques discrètes, se spécialisant principalement dans la théorie des graphes topologiques et chromatiques et sur les graphes de visibilité,.  
Elle a publié des articles de recherche et fait des communications scientifiques dans le domaine de la théorie des graphes, notamment avec Michael O. Albertson. Michael Albertson et elle ont achevé le travail de Gabriel Andrew Dirac lié à la conjecture de Heawood en prouvant que, sur toute surface autre que la sphère ou la bouteille de Klein, les seuls graphes rencontrant la limite de Heawood sur le nombre chromatique de graphes plongés dans une surface sont les graphes complets [AH79]. Elle a également considéré les aspects algorithmiques dans ces domaines, par exemple, généraliser le théorème du séparateur planaire aux surfaces [GHT84]. Avec S. Wagon, elle a co-écrit des articles sur les aspects algorithmiques du théorème des quatre couleurs [HW98].  
Elle est également co-auteure, avec Michael Albertson, du manuel Discrete Mathematics with Algorithms [AH88],.

## Prix et distinctions
En 1994, elle reçoit le prix Carl B. Allendoerfer de la Mathematical Association of America pour l'article d'exposition Coloring ordinary maps, maps of empires, and maps of the moon dans Mathematics Magazine [H93]. Les travaux de cet article ont également été inclus dans un numéro de What's Happening in the Mathematical Sciences et dans la colonne Mathematical Recreations de Scientific American. 
En 1998, elle est lauréate du prix d'enseignement de la section centrale nord de la MAA et en 1999, elle est lauréate du prix Deborah et Franklin Haimo pour l'enseignement universitaire des mathématiques. Une conférence Graph Theory with Altitude, est organisée par son ancienne étudiante Ellen Gethner à l'université du Colorado à Denver, en l'honneur de son 60e anniversaire.

## Publications
- AH79 : (en) Michael O. Albertson et Joan P. Hutchinson, « The three excluded cases of Dirac's map-color theorem », Ann. N. Y. Acad. Sci., vol. 319, no 1,‎ 1979, p. 7–17 (DOI 10.1111/j.1749-6632.1979.tb32768.x, Bibcode 1979NYASA.319....7A, MR 0556001) (Second International Conference on Combinatorial Mathematics, New York, 1978).
- GHT84 : (en) John R. Gilbert, Joan P. Hutchinson et Robert Endre Tarjan, « A separator theorem for graphs of bounded genus », Journal of Algorithms, vol. 5, no 3,‎ 1984, p. 391–407 (DOI 10.1016/0196-6774(84)90019-1, MR 756165, hdl 1813/6346, lire en ligne).
- AH88 : (en) Michael O. Albertson et Joan P. Hutchinson, Discrete Mathematics with Algorithms, New York, Wiley, 1988, 546 p. (ISBN 978-0-471-84902-5, MR 0950858).
- H93 : (en) Joan P. Hutchinson, « Coloring ordinary maps, maps of empires and maps of the moon », Mathematics Magazine, vol. 66, no 4,‎ 1993, p. 211–226 (DOI 10.2307/2690733, JSTOR 2690733, MR 1240669, lire en ligne).
- HW98 : (en) Joan Hutchinson et Stan Wagon, « Kempe revisited », American Mathematical Monthly, vol. 105, no 2,‎ 1998, p. 170–174 (DOI 10.2307/2589650, JSTOR 2589650, MR 1605875).
- H09 : (en) L. W. Beineke et R.J. Wilson, Colouring graphs on surfaces, vol. 128, Cambridge, Cambridge University Press, 2009, 111–132 p. (MR 2581543), « C6: Topics in Topological Graph Theory ».
- DH14 : (en) J. L. Gross, J. Yellen et J. Zhang, Handbook of Graph Theory, Boca Raton, CRC Press, 2014, 1630 p. (ISBN 978-1-4398-8018-0, lire en ligne), « Section 10.7 Visibility Graphs ».